# Medaglia dell'incoronazione di Edoardo VII
La medaglia dell'incoronazione di Edoardo VII fu una medaglia commemorativa coniata nel 1902 per celebrare l'incoronazione di Edoardo VII del Regno Unito.
La medaglia venne coniata in argento per i membri della famiglia reale, per i dignitari stranieri e i maggiori ufficiali di governo presenti alla parata d'incoronazione, mentre la classe di bronzo venne riservata agli altri partecipanti.
La medaglia venne concessa solo alle persone presenti all'incoronazione o che parteciparono alla parata cittadina.

## Descrizione
- la  medaglia consiste in un disco di bronzo o argento del diametro di 42 mm. Sul diritto essa rappresenta il profilo del re Edoardo VII e della regina Alessandra. Sul retro si trovano le cifre reali e la data originariamente prevista dell'incoronazione (26 luglio 1902, a causa di una malattia del sovrano la cerimonia fu posticipata al 9 agosto 1902, ma non venne modificata la data sulle medaglie).
- Il  nastro aveva tre tipologie a seconda della classe militare, civile o per la polizia. Nella classe militare il nastro è blu con una striscia centrale rossa e i lati bianchi. La versione civile è blu scuro con i lati rossi e una striscia bianca al centro. La versione per la polizia è rossa con una striscia centrale blu scuro.

| Nastri   |        |         |
| Militari | Civili | Polizia |